# Бржестовский, Сергей Павлович
Сергей Павлович Бржестовский (р. 10 октября 1941, Нальчик) — советский и украинский художник, актёр, заслуженный деятель искусств Украины (2006), член Национального союза художников Украины (1978), член наблюдательного совета Киевской киностудии имени А.Довженко (1996—2004, 2010).

## Биография
Окончил Киевское училище прикладного искусства (1964), художественный факультет ВГИКа (1973, педагог по специальности — И. Шпинель). С 1973 года работал ассистентом художника, художником-постановщиком на Киевской киностудии имени А.Довженко. Был художником-постановщиком нескольких известных современных сериалов, таких как «Ранетки» (в соавторстве). Снимался как актёр в нескольких фильмах.
«Каждый художник должен построить свой город», — считает Сергей Павлович. Для съёмок телесериала «Тяжёлый песок» он построил «город» Сновск на окраине современного Сновска: четыре улицы, 20 дворов, хозяйственные постройки.

## Фильмография

### Художник
- 1970 — Бондарь (короткометражный)
- 1971 — Весенняя сказка
- 1974 — Мечтать и жить
- 1975 — Там вдали, за рекой
- 1975 — Волны Чёрного моря (Фильм 1 «Белеет парус одинокий»)
- 1976 — Праздник печёной картошки
- 1977 — Сапоги всмятку (укр. Нісенітниця)
- 1977 — Перед экзаменом
- 1979 — Полоска нескошенных диких цветов
- 1980 — Алые погоны
- 1980 — Рассказы о любви
- 1981 — Женщины шутят всерьёз (Фантазия соль мажор)
- 1981 — Яблоко на ладони
- 1982 — Семейное дело
- 1984 — Возвращение с орбиты
- 1990 — Меланхолический вальс
- 1991 — Изгой
- 1992 — Сердца трёх
- 1993 — Сердца трёх 2
- 1998 — Бери шинель…
- 1999 — Как закалялась сталь
- 2004 — Московская сага
- 2005 — Бедные родственники
- 2007 — Так не бывает (Украина)
- 2007 — Колье для снежной бабы (Украина)
- 2007 — Агония страха
- 2007—2008 — Тяжёлый песок
- 2008 — Я лечу
- 2008 — Преданный друг (Украина)
- 2008—2010 — Ранетки
- 2009 — Осенние цветы
- 2012 — И Бог сделал шаг в пустоту (Украина)
- 2015 — Урсус, Кавказский бурый медведь (Украина, Грузия, Болгария, Германия)

#### Художник комбинированных съёмок
- 1989 — Трудно быть богом[5]

### Роли в кино
- 1975 — Там вдали, за рекой
- 1977 — Бирюк
- 1977 — Ералашный рейс
- 1977 — Перед экзаменом (экскурсовод в троллейбусе)
- 1979 — Полоска нескошенных диких цветов
- 1980 — Алые погоны
- 2007 — Колье для снежной бабы (Украина)

## Награды и признание
- Специальный диплом художнику Сергею Бржестовскому (за фильм «Там вдали, за рекой») - на Республиканском кинофестивале детских и юношеских фильмов в Киеве, 1976 г.[6]
- орден «Знак Почёта» (22.08.1986)[2].
- Номинация «Лучший художник-постановщик» — «Золотой орел» 2000[7].
- Фильму «Изгой» — главный приз фестиваля в Сан-Ремо с формулировкой «За поиски изобразительной формы»[8].
- Заслуженный деятель искусств Украины (2006)[1].